# Columbia (Maine)
Columbia – miasto w Stanach Zjednoczonych, w stanie Maine, w hrabstwie Washington.